# (34476) 2000 SX118
2000 SX118 (asteroide 34476) é um asteroide da cintura principal. Possui uma excentricidade de 0.12543050 e uma inclinação de 11.63520º.
Este asteroide foi descoberto no dia 24 de setembro de 2000 por LINEAR em Socorro.